# Rastislav Maďar
Rastislav Maďar (* 3. května 1973 Žilina) je epidemiolog  slovenského původu, odborník na prevenci a kontrolu infekčních nemocí, cestovní a tropickou medicínu, děkan Lékařské fakulty Ostravské univerzity  a vedoucí Ústavu epidemiologie a ochrany veřejného zdraví LF OU.

## Lékařská kariéra
Od roku 1997 do roku 2005 pracoval na Ústavu epidemiologie Jesseniovy lékařské fakulty v Martině Univerzity Komenského, následně do roku 2009 na Katedře hygieny a epidemiologie Fakulty zdravotnických studií Ostravské univerzity. Od roku 2008 se podílel na postupném rozvoji celostátní sítě center očkování a cestovní medicíny Avenier, a.s. Jako lékař pracoval na Hornické poliklinice v Ostravě, následně se v roce 2009 stal vedoucím lékařem Centra očkování a cestovní medicíny na poliklinice v Ostravě-Hrabůvce a později i předsedou Lékařské rady. Do července 2021 působil jako člen Dozorčí rady Avenier, a.s. zvolený zaměstnanci. V roce 2017 se vrátil na Ostravskou univerzitu jako vedoucí Ústavu epidemiologie a ochrany veřejného zdraví Lékařské fakulty, kde byl v říjnu 2020 zvolený děkanem. Akademický senát Lékařské fakulty Ostravské univerzity ho v květnu 2024 jednohlasně zvolil děkanem na další čtyřleté funkční období, do kterého vstoupil 13. října 2024.
Spoluzakládal a vedl Společnost prevence nozokomiálních nákaz, Fórum infekční, tropické a cestovní medicíny a Koalici pro podporu očkování. Spoluzakládal a vedl odborný časopis Nozokomiální nákazy věnující se problematice nemocničních infekcí a stal se předsedou redakční rady časopisu Očkování a cestovní medicína. V roce 2014 byl prezidentem světového kongresu World Federation for Hospital Sterile Services. V roce 2015 mu udělila Fellowship Royal College of Physicians and Surgeons Glasgow (FFTM RCPS).
V roce 2004 spoluzakládal mezinárodní charitativní organizaci International Humanity a dosud působí v jejím vedení. Jeho první lékařské mise směřovaly po tsunami na Sri Lanku, následně absolvoval mise v Nepálu, Tanzanii, Zambii a v Malawi, kde stál u zrodu několika zdravotnických center a nemocnic. 
Jako epidemiolog a odborník na problematiku infekčních nemocí včetně covidu-19 byl členem krizového štábu Moravskoslezského kraje, Fakultní nemocnice Ostrava a Ostravské univerzity.
V období koronavirové pandemie pomáhal se zajištěním protiepidemických opatření různých kulturních a sportovních akcí např. Extraliga v ledním hokeji, Zlatá tretra Ostrava, Mistrovství světa v parahokeji, tenisový turnaj WTA 500, Run for Help, Mezinárodní hudební festival Leoše Janáčka a další. 

## Další aktivity

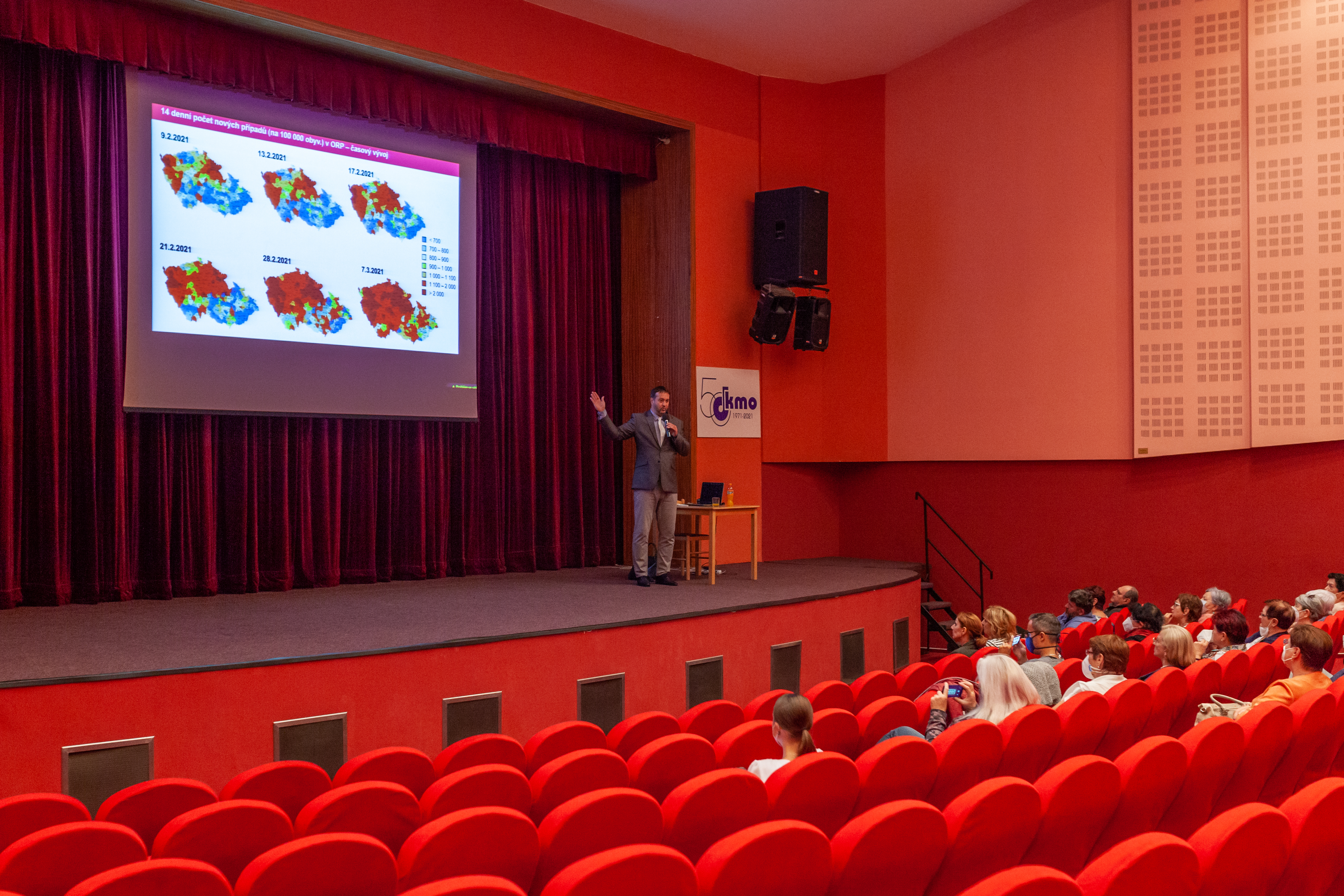
Přednáška Rastislava Maďara v Orlovském domě kultury během pandemie v říjnu roku 2021

Je autorem stovek odborných a vědeckých textů v domácí i zahraniční literatuře včetně několika knižních monografií. K nejčtenějším patří Ochrana zdraví na cestách a Prevence nozokomiálních nákaz v klinické praxi.
Je členem sedmi univerzitních a fakultních vědeckých rad a členem Vědecké rady Institutu postgraduálního vzdělávání ve zdravotnictví.
V ostravském centru PANT moderoval cyklus setkání s osobnostmi s názvem Večer s dobrou hvězdou. Je organizátorem a donorem řady charitativních aktivit.

## Působení na Ministerstvu zdravotnictví
Na začátku roku 2020 ho ministr zdravotnictví Adam Vojtěch, v rámci druhé Babišovy vlády, jmenoval svým poradcem pro problematiku covidu-19. Následně byl pověřený vedením odborné skupiny pro řízené uvolňování karanténních opatření. Dne 21. srpna 2020 na protest proti politické neochotě včasného návratu protiepidemických opatření pro efektivní kontrolu pandemie na danou pozici rezignoval a ministerstvo opustil 
Po Vojtěchově návratu na post ministra zdravotnictví v roce 2021 se opětovně stal jeho poradcem. Jeho nástupce na pozici ministra zdravotnictví Vlastimil Válek jej pověřil vedením Epidemiologické skupiny Národního institutu pro zvládaní pandemie.  

## Ocenění
- Cena Celestýna Opitze za zásluhy na rozvoji lékařské vědy, aktivní činnost při rozvoji zdravotnictví v zemích třetího světa, a za obětavé a vysoce profesionální působení v týmu Ministerstva zdravotnictví České republiky při boji s pandemií covidu-19[10]
- Cena Slezské Ostravy za působení v oblasti sociální a zdravotní [11]
- Medaile Slezské univerzity v Opavě
- Pedagog dekády, anketa studentů Lékařské fakulty Ostravské univerzity [12]

## Rodina
Je ženatý a má syna Dominika (nar. 2010).
Bratr JUDr. Miloš Maďar, PhD., LLM. (nar. 1978) byl v roce 2019 jmenován prezidentkou republiky Zuzanou Čaputovou soudcem Ústavního soudu SR.